# مارينا جولبهاري
مارينا جولبهاري هي ممثلة أفغانية، ولدت في 10 مارس 1989 بكابل في أفغانستان.

## وصلات خارجية
- مارينا جولبهاري على موقع IMDb (الإنجليزية)
- مارينا جولبهاري على موقع ألو سيني (الفرنسية)
- مارينا جولبهاري على موقع أول موفي (الإنجليزية)
- مارينا جولبهاري على موقع قاعدة بيانات الأفلام السويدية (السويدية)
- مارينا جولبهاري على موقع قاعدة بيانات الفيلم (الإنجليزية)
- مارينا جولبهاري على موقع كينوبويسك (الروسية)